# Rece Hinds
Rece Xola Hinds (Niceville, Florida, 5 de septiembre de 2000), más conocido como Rece Hinds, es un jugador profesional estadounidense de béisbol que se desempeña en la posición de jardinero derecho en Cincinnati Reds, equipo de las Grandes Ligas de Béisbol (MLB).

## Carrera
En 2024, Hinds hizo su debut en la MLB con el equipo Cincinnati Reds, donde lleva jugando una temporada.